# 207 до н. е.

## Події
- Імператором стає Цзиїн — останній представник династії Цинь.
- занепала в'єтнамська держава Аулак

## Померли
- Ер Шихуанді — 2-й імператор династії Цинь у 210—207 роках до н. е.
- Гасдрубал Барка